# Chāh Khāşeh
Chāh Khāşeh (persiska: چاه خاصه) är en ort i Iran.   Den ligger i provinsen Khorasan, i den nordöstra delen av landet, 700 km öster om huvudstaden Teheran. Chāh Khāşeh ligger 1 140 meter över havet och antalet invånare är 824.
Terrängen runt Chāh Khāşeh är platt åt nordost, men åt sydväst är den kuperad. Runt Chāh Khāşeh är det ganska tätbefolkat, med 185 invånare per kvadratkilometer. Närmaste större samhälle är Mashhad, 17,8 km sydost om Chāh Khāşeh. Trakten runt Chāh Khāşeh består i huvudsak av gräsmarker.